# Caprimulgus maculosus
Caprimulgus maculosus е вид птица от семейство Caprimulgidae.

## Разпространение
Видът е разпространен във Френска Гвиана.